# Wahlkreis Mitte 1
Der Wahlkreis Mitte 1 ist ein Abgeordnetenhauswahlkreis in Berlin. Er gehört zum Wahlkreisverband Mitte und umfasst den nördlichen Teil des Ortsteils Mitte sowie im Ortsteil Gesundbrunnen das Gebiet südlich des Humboldthains und westlich der Brunnenstraße.

## Abgeordnetenhauswahl 2023
Bei der Wahl zum Abgeordnetenhaus von Berlin 2023 traten folgende Kandidaten an:
| Name                              | Partei           | Anteil der Erststimmen | Anteil der Zweitstimmen |
| --------------------------------- | ---------------- | ---------------------- | ----------------------- |
| Silke Gebel                       | Grüne            | 33,5 %                 | 30,5 %                  |
| Peter Pielen                      | CDU              | 21,9 %                 | 20,6 %                  |
| Astrid Hollmann                   | SPD              | 16,5 %                 | 15,2 %                  |
| Liên Grützmacher                  | Die Linke        | 13,3 %                 | 12,9 %                  |
| Maren Jasper-Winter               | FDP              | 07,6 %                 | 08,0 %                  |
| Sabine Schüler                    | AfD              | 04,1 %                 | 04,1 %                  |
| Silvia Stoffels                   | Tierschutzpartei | 02,2 %                 | 01,3 %                  |
| Ralph Schmid                      | dieBasis         | 01,0 %                 | 00,7 %                  |
| –                                 | Volt             | –                      | 02,7 %                  |
| –                                 | Die PARTEI       | –                      | 01,4 %                  |
| –                                 | Sonstige         | –                      | 02,6 %                  |
| Wahlberechtigte: 29.975 Einwohner |                  |                        |                         |
| Wahlbeteiligung: 68,1 %           |                  |                        |                         |

## Abgeordnetenhauswahl 2021
Bei der im Nachhinein für ungültig erklärten Wahl zum Abgeordnetenhaus von Berlin 2021 traten folgende Kandidaten an:
| Name                              | Partei           | Anteil der Erststimmen | Anteil der Zweitstimmen |
| --------------------------------- | ---------------- | ---------------------- | ----------------------- |
| Silke Gebel                       | Grüne            | 35,2 %                 | 31,3 %                  |
| Astrid Hollmann                   | SPD              | 17,5 %                 | 15,4 %                  |
| Peter Pielen                      | CDU              | 14,9 %                 | 13,4 %                  |
| Liên Grützmacher                  | Die Linke        | 14,2 %                 | 14,2 %                  |
| Maren Jasper-Winter               | FDP              | 10,9 %                 | 10,9 %                  |
| Sabine Schüler                    | AfD              | 03,4 %                 | 03,4 %                  |
| Silvia Stoffels                   | Tierschutzpartei | 02,1 %                 | 01,0 %                  |
| Ralph Schmid                      | dieBasis         | 01,9 %                 | 01,2 %                  |
| –                                 | Volt             | –                      | 03,6 %                  |
| –                                 | Die PARTEI       | –                      | 01,7 %                  |
| –                                 | Sonstige         | –                      | 03,9 %                  |
| Wahlberechtigte: 30.075 Einwohner |                  |                        |                         |
| Wahlbeteiligung: 82,9 %           |                  |                        |                         |

## Abgeordnetenhauswahl 2016
Bei der Wahl zum Abgeordnetenhaus von Berlin 2016 traten folgende Kandidaten an:
| Name                              | Partei           | Anteil der Erststimmen | Anteil der Zweitstimmen |
| --------------------------------- | ---------------- | ---------------------- | ----------------------- |
| Ramona Pop                        | Grüne            | 29,9 %                 | 26,5 %                  |
| Astrid Hollmann                   | SPD              | 21,7 %                 | 19,0 %                  |
| Frank Henkel                      | CDU              | 16,4 %                 | 14,9 %                  |
| Sven Diedrich                     | Die Linke        | 14,4 %                 | 15,2 %                  |
| Maren Jasper-Winter               | FDP              | 08,7 %                 | 10,8 %                  |
| Eckhard Paetz                     | AfD              | 06,7 %                 | 06,8 %                  |
| Bruno Gerd Kramm                  | Piraten          | 02,3 %                 | 01,8 %                  |
| –                                 | Die PARTEI       | 0–                     | 02,2 %                  |
| –                                 | Tierschutzpartei | 0–                     | 01,0 %                  |
| –                                 | Sonstige         | 0–                     | 01,8 %                  |
| Wahlberechtigte: 28.221 Einwohner |                  |                        |                         |
| Wahlbeteiligung: 71,7 %           |                  |                        |                         |

## Abgeordnetenhauswahl 2011
Bei der Wahl zum Abgeordnetenhaus von Berlin 2011 traten folgende Kandidaten an:
| Name                              | Partei          | Anteil der Erststimmen | Anteil der Zweitstimmen |
| --------------------------------- | --------------- | ---------------------- | ----------------------- |
| Ramona Pop                        | Grüne           | 31,2 %                 | 28,8 %                  |
| Ira Rückert                       | CDU             | 17,9 %                 | 16,9 %                  |
| Markus Pauzenberger               | SPD             | 28,0 %                 | 27,1 %                  |
| Katja Dathe                       | Piraten         | 09,5 %                 | 09,5 %                  |
| Sven Diedrich                     | Die Linke       | 09,3 %                 | 09,2 %                  |
| Maren Jasper-Winter               | FDP             | 02,1 %                 | 02,6 %                  |
| Günter Billstein                  | Pro Deutschland | 01,1 %                 | 00,6 %                  |
| Marc Doll                         | Die Freiheit    | 00,9 %                 | 00,8 %                  |
| –                                 | Die PARTEI      | –                      | 01,3 %                  |
| –                                 | Sonstige        | –                      | 03,2 %                  |
| Wahlberechtigte: 32.812 Einwohner |                 |                        |                         |
| Wahlbeteiligung: 61,4 %           |                 |                        |                         |

## Abgeordnetenhauswahl 2006
Bei der Wahl zum Abgeordnetenhaus von Berlin 2006 traten folgende Kandidaten an:
| Name                              | Partei     | Anteil der Erststimmen |
| --------------------------------- | ---------- | ---------------------- |
| Markus Pauzenberger               | SPD        | 32,1 %                 |
| Ramona Pop                        | Grüne      | 25,0 %                 |
| Florian Schwanhäußer              | CDU        | 16,8 %                 |
| Sven Diedrich                     | Die Linke  | 12,6 %                 |
| Christian Platzer                 | FDP        | 06,9 %                 |
| Sebastian Lohmann                 | WASG       | 04,0 %                 |
| Jan Theiler                       | Bergpartei | 02,1 %                 |
| Wolfgang Lillge                   | BüSo       | 00,6 %                 |
| Wahlberechtigte: 32.448 Einwohner |            |                        |
| Wahlbeteiligung: 56,7 %           |            |                        |

## Bisherige Abgeordnete
Direkt gewählte Abgeordnete des Wahlkreises Mitte 1:
| Jahr | Name                   | Partei | Anteil der Erststimmen |
| ---- | ---------------------- | ------ | ---------------------- |
| 2023 | Silke Gebel            | Grüne  | 33,5 %                 |
| 2021 | Silke Gebel            | Grüne  | 35,2 %                 |
| 2016 | Ramona Pop             | Grüne  | 29,9 %                 |
| 2011 | Ramona Pop             | Grüne  | 31,2 %                 |
| 2006 | Markus Pauzenberger    | SPD    | 32,1 %                 |
| 2001 | Benjamin-Immanuel Hoff | PDS    | 30,5 %                 |
| 1999 | Benjamin-Immanuel Hoff | PDS    | 33,8 %                 |
| 1995 | Thomas Flierl          | PDS    | 33,1 %                 |
| 1990 | Gabriele Schöttler     | SPD    | 31,3 %                 |